# 河原神社 (伊勢市)

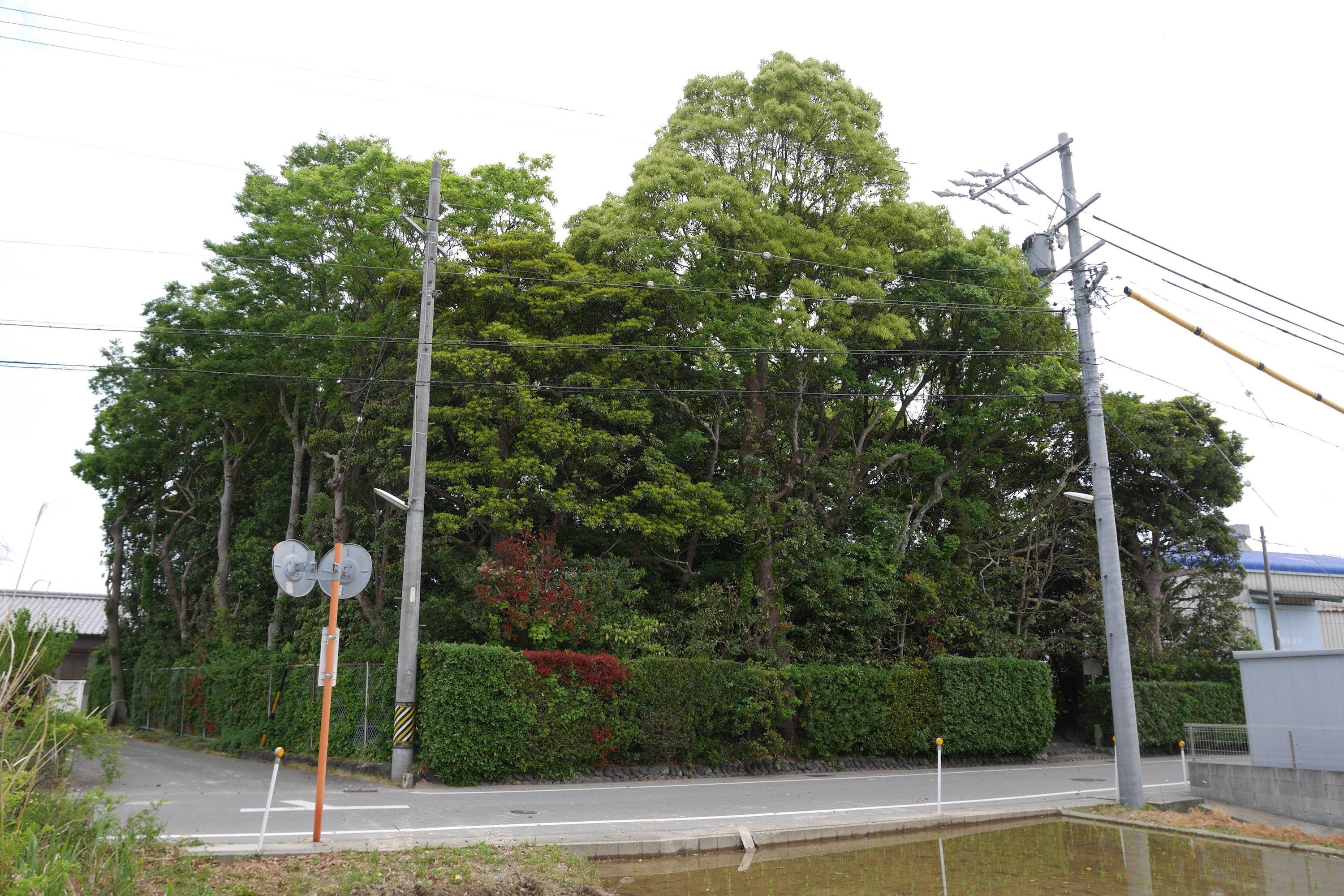
河原神社・毛理神社の社叢全景

河原神社（かわらじんじゃ）は、伊勢神宮豊受大神宮（外宮）の摂社。本項目では、河原神社と同座する、毛理神社（もりじんじゃ）についても記述する。

## 概要
三重県伊勢市御薗町新開、菅原道真ゆかりの臥竜梅のある臥竜梅公園の北に広がる水田の中に茂る森の中に鎮座する。
河原神社と同じく外宮摂社である河原淵神社および河原神社と同座する毛理神社は「三ッ社」と称され、河原神社は河原淵神社の北に鎮座すると古書に記されている。河原神社は伊勢市船江の檜尻川沿いにあった檜尻社を社地としていたという説があるが、江戸時代の河原淵神社再興時に檜尻社を河原淵神社の社地に比定したため、更にその北にある伊勢市御薗町新開に再建されることとなった。

## 河原神社
河原神社は、外宮の摂社16社のうち第11位である。河原神社の祭神は、川神（かわのかみ）。宮川下流の守護神であり、田の守護神でもある。
伊勢市船江にあった檜尻社の祭神は不詳であったが、河原神社の旧社地に鎮座していたことを受けて、河原神社の祭神である川神を祭神とすることになった。檜尻社は船江上社（河原淵神社と同じ位置）へ移されている。

## 毛理神社
毛理神社は、外宮の末社8社のうち第6位である。毛理神社の祭神は木神（きのかみ）。鎮座地の森の神木の神である。
御薗町新開の地には志賀井社があったとされ、毛理神社の旧社地に比定される。志賀井社は船江上社（河原淵神社と同じ位置）へ移されている。

## 歴史
伊勢神宮の末社の定義より、毛理神社は『延暦儀式帳』成立、すなわち延暦23年（804年）以前に、摂社の定義より、河原神社は『延喜式神名帳』成立、すなわち延長5年（927年）以前に創建された。中世には祭祀が断絶し、近世には社地不明となっていたが、寛文3年（1663年）に河邊精長（大中臣精長）が現社地で再興した。

## 植物相
社殿の背後には、大きなクスノキが立つ。神域の生垣はよく整備されている。

## 交通・周辺
河原神社・毛理神社の隣には、黒飴を製造する松屋製菓の工場がある。神社前の伊勢市道を徒歩で10分程度北上すると、山田奉行所跡に到達する。
- 三重交通バス「新開」バス停より徒歩で約6分（距離は約500m）。
- 国道23号（南勢バイパス）「小木町1」交差点から北上、約2分（距離は約800m）。付近に駐車場はない。